# ダニエル・タルーロ

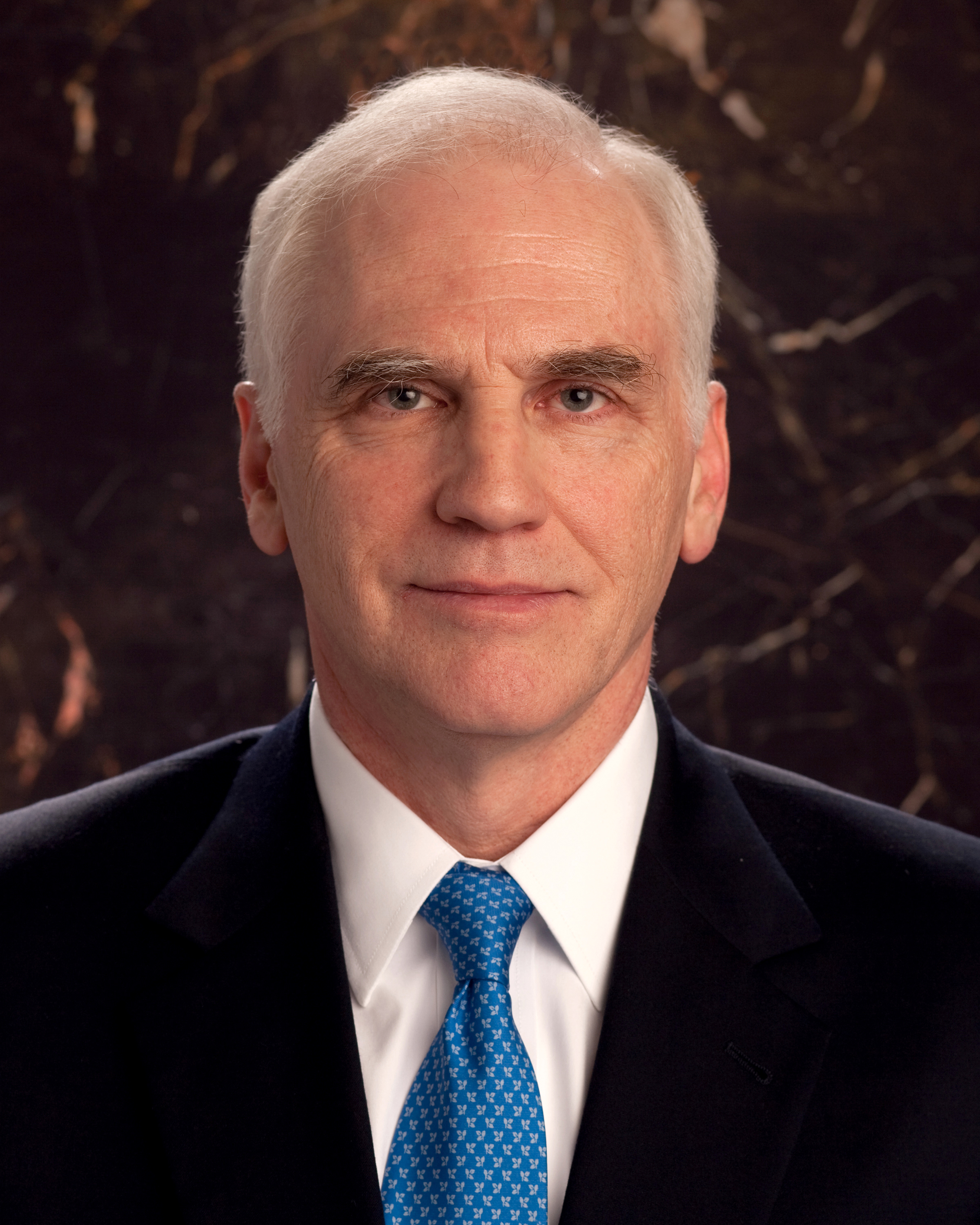
ダニエル・タルーロ

ダニエル・タルーロ（英: Daniel K. Tarullo、1952年11月 - ）は、アメリカ合衆国の連邦準備制度理事会（FRB）の理事（2009年1月28日就任）。米国連邦金融機関検査協議会（FFIEC）の議長も務める。

## 経歴
マサチューセッツ州ボストン生まれ。1973年ジョージタウン大学卒業。1974年デューク大学大学院修了後、1977年にミシガン大学ロースクールで法務博士号を取得。
1993年から1998年までクリントン政権でアメリカ合衆国国務次官補（経済・事業担当）を務める。FRB理事就任以前はジョージタウン大学ローセンター教授（国際金融規制・銀行法）。

## 著書
- "Banking on Basel : The Future of International Financial Regulation"（ピーターソン国際経済研究所、2008年）ISBN 978-0-88132-423-5